# Gheorghe Crețeanu
Gheorghe Crețeanu a fost un politician român din secolul al XIX-lea, ministru interimar în guvernul Ion Ghica de la București (între 11 octombrie 1859 - 28 mai 1860), de două ori ministru în guvernele Nicolae Kretzulescu format la București, între 6 septembrie și 11 octombrie 1859, după Mica Unire, dar înainte de unirea administrativă a Principatelor Române, dar și în guvernul Nicolae Kretzulescu (1), între 24 iunie 1862 - 11 octombrie 1863, format după unirea administrativă a Principatelor Române.